# Tsarevgrad Tarnov

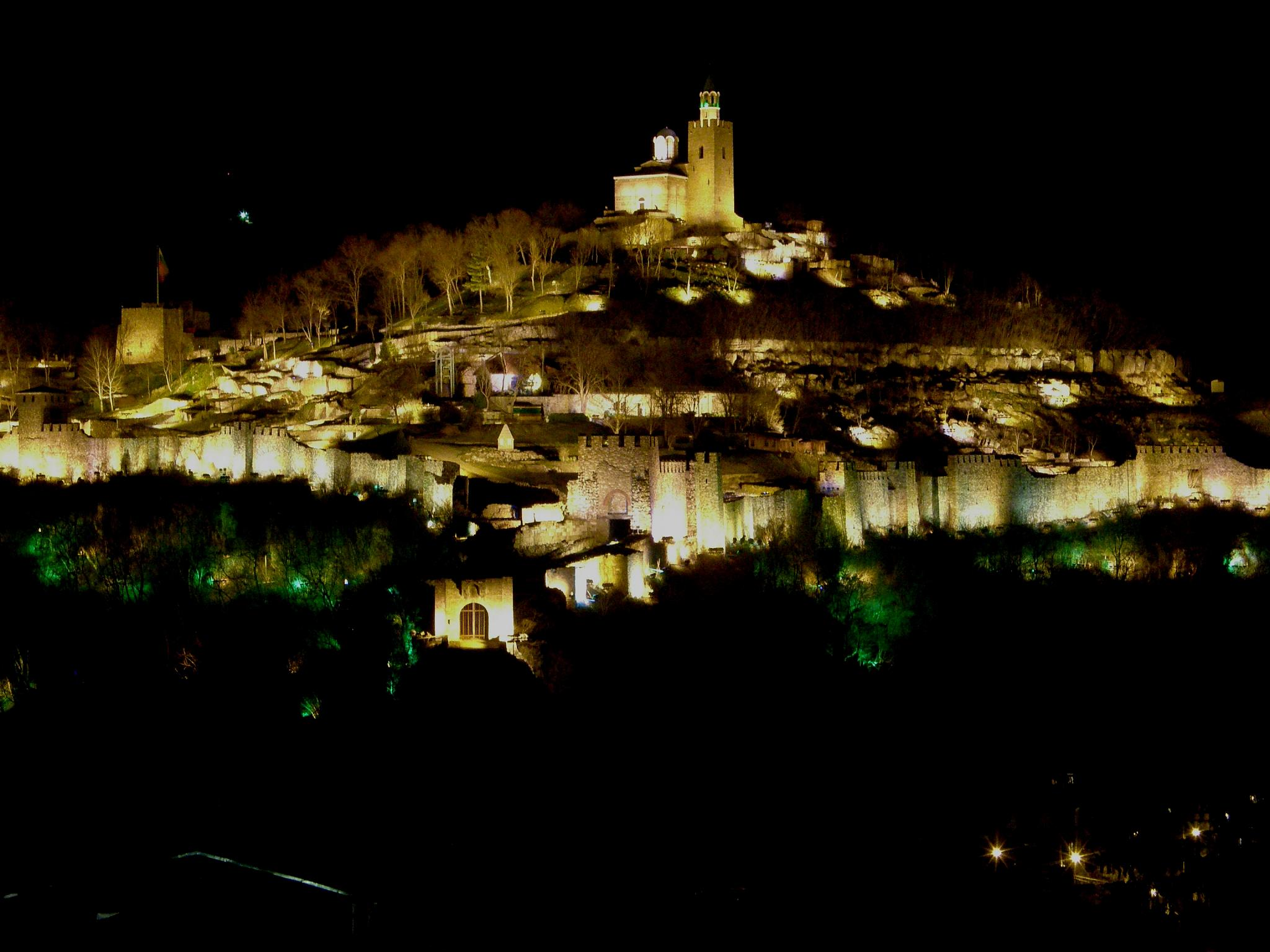
Le spectacle son et lumière moderne dédié à Tsarevgrad Tarnov.

Tsarevgrad Tarnov (bulgare : Царевград Търнов) est un titre des patriarches du Patriarcat de Tărnovo du XIVe siècle. Dans la littérature moyen-bulgare, ce titre a été transféré à la capitale du deuxième royaume bulgare — Tarnovo (aujourd'hui Veliko Tarnovo).
Le titre apparaît pour la première fois en 1272 dans la contribution du prêtre Dragia à l'évangile de Tarnovo, c'est une expression attributive déjà dans la vie de Joachim († 1246), le premier patriarche de Tarnovo.
Pour cette raison, en 1591, le métropolite de Tarnovo, Dionysius Rally, apporta la bonne nouvelle avec le diplôme de la Cathédrale de la Dormition de Moscou pour l'élévation de l'Église orthodoxe russe au Patriarcat,.